# 関原 (足立区)
関原（せきばら）は、東京都足立区中部の町名。現行行政地名は関原一丁目から関原三丁目。住居表示実施済区域。

## 地理
荒川放水路の土手の北側、足立区を南北に貫く尾竹橋通りに東に位置する。古くから市街地が形成されたために細く入り組んだ路地が多く、住宅地や商店が軒を連ねる下町である。隣接する地域は北は西新井栄町、東は梅田、南は一級河川荒川放水路を挟んで対岸に千住元町、西は本木及び西新井本町。

### 地価
住宅地の地価は、2025年（令和7年）1月1日の公示地価によれば、関原2-8-2の地点で29万1000円/m2となっている。

## 歴史

### 地名の由来
1970年（昭和45年）に住居表示を実施した際に、現在の関原二丁目に所在する関原不動院大聖寺にちなんで命名されたことに始まる。だが、住居表示実施前からこの地域では「関原」の呼称が用いられており、1929年（昭和4年）に現在の関原三丁目に開設された本木尋常高等小学校関原分教場が、「関原」が公的機関の施設名に用いられた最古の例である。
なお、この分教場は後に足立区立関原小学校分校となり、廃校時は東京23区最後の分校となっていた。

## 世帯数と人口
2025年（令和7年）1月1日現在（足立区発表）の世帯数と人口は以下の通りである。
| 丁目       | 世帯数    | 人口     |
| ---------- | --------- | -------- |
| 関原一丁目 | 1,124世帯 | 2,082人  |
| 関原二丁目 | 2,648世帯 | 4,919人  |
| 関原三丁目 | 2,921世帯 | 4,996人  |
| 計         | 6,693世帯 | 11,997人 |

### 人口の変遷
国勢調査による人口の推移。
| 年                 | 人口   |
| ------------------ | ------ |
| 1995年（平成7年）  | 13,662 |
| 2000年（平成12年） | 12,649 |
| 2005年（平成17年） | 12,112 |
| 2010年（平成22年） | 12,210 |
| 2015年（平成27年） | 11,123 |
| 2020年（令和2年）  | 11,208 |

### 世帯数の変遷
国勢調査による世帯数の推移。
| 年                 | 世帯数 |
| ------------------ | ------ |
| 1995年（平成7年）  | 5,064  |
| 2000年（平成12年） | 5,007  |
| 2005年（平成17年） | 5,050  |
| 2010年（平成22年） | 5,595  |
| 2015年（平成27年） | 5,109  |
| 2020年（令和2年）  | 5,616  |

## 学区
区立小・中学校に通う場合、学区は以下の通りとなる（2023年4月時点）。なお、足立区では学校選択制度を導入しており、区内全域から選択することが可能。ただし、小学校に関しては、2018年（平成30年）度から学区域または学区域に隣接する学校のみの選択になる。
| 丁目       | 番地                                                                         | 小学校                 | 中学校             |
| ---------- | ---------------------------------------------------------------------------- | ---------------------- | ------------------ |
| 関原一丁目 | 6番21〜30号 7番1〜2号 7番8号〜最終号                                         | 足立区立梅島第二小学校 | 足立区立第九中学校 |
| 関原一丁目 | 1番〜6番20号 6番31号〜最終号 7番3〜7号 8番以降                               | 足立区立関原小学校     | 足立区立第七中学校 |
| 関原二丁目 | 1番1号 1番6号〜最終号 3番1〜3号 3番17号〜6番5号 6番16号〜最終号 8番          | 足立区立関原小学校     | 足立区立第九中学校 |
| 関原二丁目 | 9番〜14番9号 14番14号〜最終号 22番27号〜最終号                               | 足立区立亀田小学校     | 足立区立第九中学校 |
| 関原二丁目 | 1番2〜5号 2番 3番4〜16号 6番6〜15号 7番 14番10〜13号 15番〜22番26号 23番以降 | 足立区立関原小学校     | 足立区立第七中学校 |
| 関原三丁目 | 1番〜2番4号 2番15号〜最終号 9番1号 9番17〜19号 9番22号〜13番                 | 足立区立亀田小学校     | 足立区立第九中学校 |
| 関原三丁目 | 2番5〜14号 3〜8番 9番2〜16号 9番20〜21号 14番以降                            | 足立区立関原小学校     | 足立区立第七中学校 |

## 事業所
2021年（令和3年）現在の経済センサス調査による事業所数と従業員数は以下の通りである。
| 丁目       | 事業所数  | 従業員数 |
| ---------- | --------- | -------- |
| 関原一丁目 | 74事業所  | 471人    |
| 関原二丁目 | 186事業所 | 788人    |
| 関原三丁目 | 212事業所 | 1,034人  |
| 計         | 472事業所 | 2,293人  |

### 事業者数の変遷
経済センサスによる事業所数の推移。
| 年                 | 事業者数 |
| ------------------ | -------- |
| 2016年（平成28年） | 565      |
| 2021年（令和3年）  | 472      |

### 従業員数の変遷
経済センサスによる従業員数の推移。
| 年                 | 従業員数 |
| ------------------ | -------- |
| 2016年（平成28年） | 2,550    |
| 2021年（令和3年）  | 2,293    |

## 交通

### 鉄道
当地域内に鉄道駅は存在しないが、近隣地域に東武鉄道の路線が走っており、徒歩や路線バスで利用できる。
- 東武鉄道

東武伊勢崎線：梅島駅（梅田七丁目所在）/西新井駅（西新井栄町二丁目所在）

### 道路・橋梁
- 首都高速中央環状線
- 東京都道450号新荒川葛西堤防線
- 東京都道461号吾妻橋伊興町線（尾竹橋通り）
- 西新井橋
- 関原橋（現存せず。橋の欄干部分が本木東小学校敷地内にある）

## 施設
教育
- 足立区立関原小学校
- 足立区立第七中学校

医療
- 森川医院
- 関原診療所
- 星野歯科
- 城北診療所

- 飯泉医院
- 三宅クリニック
- もろジークリニック

柳沢診療所
- 中西医院

銀行・郵便局
公園
- 関原中央公園
- 関原分校跡公園
- 関原防災ふれあいの森公園
- 関原公園
- 防災路地緑化　1990年手づくり郷土賞（生活を支える自然の水）受賞、2005年には大賞を受賞[16]。

## 史跡
- 常唱寺
- 八幡神社
- 関原不動院大聖寺

## その他

### 日本郵便
- 郵便番号 : 123-0852[3]（集配局 : 足立西郵便局[17]）。